# Tàngara arlequinada de Cuba
La tàngara arlequinada de Cuba (Spindalis zena) és un ocell de la família dels espindàlids (Spindalidae).

## Hàbitat i distribució
Habita zones de bosc i vegetació secundària de Cuba, incloent l'illa de la Juventud, les Bahames, les Caiman i Cozumel.